# 大下宗吾
大下 宗吾（おおした しゅうご、1978年3月7日 - ）は、日本の実業家、元お笑い芸人、元ローカルタレント。北海道釧路市出身。札幌市立真駒内中学校、北海道札幌南陵高等学校卒。身長178cm、血液型はB型。
芸能活動時はCREATIVE OFFICE CUEに所属しており、引退後は札幌市で飲食店を経営している。妹はモーディアに所属し、モデルとして活動している大下菜織。

## 来歴・人物
高校3年生のときに芸人の道を目指し、同級生とのお笑いコンビ「パートアント」を結成。吉本興業札幌事務所のオーディションを受けるも、高校卒業と同時にコンビ解散。商事会社の営業マンやパチプロを経て、「オフィスキューネクストジェネレーション2003」のオーディションを受けてOFFICE CUEと契約。2009年より小橋亜樹とのユニット「大小」としても活動していた。OFFICE CUEに所属していた頃には「R-1ぐらんぷり」にも出場し、2012年には3回戦まで進出。1回戦、2回戦、と勝ち進むたびに会場に駆けつける応援者が増え、全国区の有名芸人に負けない人気だった。北海道に拠点を置く事務所からの、R-1ぐらんぷり3回戦進出は、大下、Yes!アキト、リングリンデまひろの3人のみである。
一方でタレント活動と並行して、すすきのでジンギスカン店「成吉思汗 なまら」も経営しており、そちらに専念するため2018年3月31日をもってOFFICE CUEを卒業、芸能界から引退した。芸能活動を引退した後も、『ハナタレナックス』や『おにぎりあたためますか』（いずれも北海道テレビ）など、OFFICE CUE所属時の先輩に当たるTEAM NACS出演のバラエティ番組にて、度々「成吉思汗 なまら」と併せてメディアに露出することもある。

## 芸風
- お笑い芸人としては、キャラクターになり切っての一人コントを芸風としていた。主なキャラクターとしては、「カオナシ（千と千尋の神隠し）」「葉原秋男（秋葉原のオタク）」「キム・タク（韓国人リポーター）」「菅野ひろし」「大下安すぎ」「いいだめつを」、などがいる。2008年には「あるある婆さん」というキャラクターで『エンタの神様』に出演した。
- ものまねのレパートリーは親族のまねを合わせると30ほど。主なものは石破茂やパク・ヨンハなどで、ゲームソフト『ストリートファイター』の登場人物のものまねもできるらしい。
- 彼より繰り出されるネタから、彼のことを「大下シュール」と呼ぶこともある。

## 出演

### ラジオ
- MORY STAGE（AIR-G'）
- NeXT（大下どうした）（AIR-G'）
- GOLGODON」（AIR-G'、2007年1月 - 2007年3月）
- KING GO・I・S（AIR-G'、2004年9月終了）
- 大下宗吾の耳からけむり（HBCラジオ、2013年3月終了）
- おとなのラジオ〜土曜は朝からのりゆきです。〜（HBCラジオ、2013年4月 - 6月）

### テレビ番組
- ドラバラ鈴井の巣（北海道テレビ、2003年 - 2004年）
- ぽっぷこ〜んシネマ（北海道テレビ放送、2003年4月 - 2006年9月）
- ユメイロ。（北海道放送）
- hanaテレビ→グッチーの 今日ドキッ!（北海道放送）
  - 2013年3月まで金曜日に「しゅうご旅」コーナー担当。2013年4月からは中継レポーターとして月曜から金曜まで出演。
  - 「しゅうご旅」内で背負っている猿のぬいぐるみはHBCマスコットキャラクターのもんすけ。
- エンタの神様（日本テレビ） - キャッチコピーは「Newキャラの開拓者」
- もくよう☆アプリ（2012年4月5日 - 2016年9月29日、北海道放送）
- アオタガイ学園（2015年10月 - 2016年3月、札幌テレビ） - ナレーション出演

### テレビドラマ
- HTBスペシャルドラマ「大麦畑でつかまえて」（北海道テレビ、2006年10月9日） - 上富良野駅 駅長 役
- HTBスペシャルドラマ「ミエルヒ」（北海道テレビ、2009年） - タクシー運転手 役
- 不便な便利屋 第3話（テレビ東京系、2015年）
  - 不便な便利屋 2016 初雪（テレビ東京系、2016年12月30日）

### 映画
- river（2003年）
- 銀のエンゼル（2004年）
- N43°「AFTER」（2009年） - 道新ホールの老婆 役
- 探偵はBARにいる2 ススキノ大交差点（2013年） - 室蘭の警官 役
- プリンシパル〜恋する私はヒロインですか?〜（2018年）

### 舞台
- 蟹頭十郎太（水曜天幕團/北海道テレビ）

### CM
- アルバイト北海道「バイトバンドバイト」
- サッポロ「大地のZERO」（2012年）
- マルコメ「信州味噌漬の素」、「ダイズラボ」